# Serra del Desert de les Palmes
La serra del Desert de les Palmes o Desert de les Palmes és una alineació muntanyosa del País Valencià. Es troba al litoral de la Plana Alta, a la vora de Castelló de la Plana i Benicàssim.
El nom de "Desert de les Palmes" prové de la presència d'una congregació carmelitana, orde que denomina "desert" a un lloc aïllat, allunyat de les temptacions mundanes, on es retiraven ermitans o ascetes dedicats a la vida meditativa espiritual. La segona part del nom és deguda a l'abundància del margalló (Chamaerops humilis), l'única palmera endèmica d'Europa.
Es tracta d'una serra litoral paral·lela a la costa, situada en la zona més elevada de la Plana Alta, i marca la frontera entre el Pla de Cabanes al nord i la Plana de Castelló al sud. El seu cim és el pic de Bartolo, abans conegut com a munt de Sant Miquel, amb 729 m sobre el nivell del mar; destaca també la Creu del Bartolo monument religiós erigit primer al mateix pic i després a prop. Un altre element orogràfic singular és la falla que apareix al voltant del Castell de Montornés (Benicàssim).
Tant la serra del Desert de les Palmes com la serra de les Santes formen part d'un plec anticlinal de materials del paleozoic. És un dels dos únics llocs de la província de Castelló on apareixen les pissarres, que, amb el seu to negrellós, i juntament amb la roca roja del Triàsic, la grisenca del Juràssic i Cretaci, i el verd dels pins, doten la serra d'un ventall de colors impactants.
Presenta un típic clima mediterrani amb un fort període de sequera durant l'estiu i amb pluges màximes a la tardor.

## Parc natural
Junt amb la serra de les Santes, la serra del Desert de les Palmes constituïx el Parc Natural del Desert de les Palmes, un paratge de 3.200 hectàrees que va ser declarat parc natural pel govern valencià el 16 d'octubre de 1989.

### Flora
La vegetació del parc natural es troba en un estat de regeneració a conseqüència dels greus incendis que va sofrir entre 1985 i 1992, però tot i així encara és molt interessant. El sòl existent permet el creixement de l'alzina surera i de la carrasca, però a causa de la transformació de l'ecosistema natural pels incendis i les transformacions agràries la seua presència és molt escassa. També hi ha arbusts com l'arboç, el marfull, el matapoll, l'aladern i canyes (Arundo donax).

### Fauna
La fauna de la serra és variada destacant el gripau llevador, el llangardaix ocel·lat, el lludrió ibèric la colobra d'escala entre els rèptils i amfibis. La població d'aus és molt rica destacant l'àguila cuabarrada, el xoric, el tallarol esparverenc, el xot eurasiàtic, el mussol, el mussol banyut o el dux entre les rapaços. També són comuns la perdiu, la tórtora turca, la tallareta, Jynx torquilla o el corb.

## Llocs d'interès
La presència de la congregació carmelita ha dotat a la zona de dos importants monuments com són el Monestir antic i el Monestir nou. Degut a les necessitats econòmiques que sorgiren a finals del segle xix en la congregació carmelitana, es començà a produir una beguda a partir de diverses plantes de la serra anomenada licor carmelità.
A més, en el parc es troba un patrimoni arquitectònic important com les runes del Castell de Montornés (Benicàssim) i del de Miravet que daten de l'època musulmana, l'ermita de les Santes (1617). També cal destacar-hi el Castell Vell i l'Ermitori de la Magdalena, lloc on es trobava antigament la ciutat de Castelló de la Plana i al qual acudixen els veïns de la capital en romeria de les canyes durant les festes de la Magdalena des de l'any 1378.
També s'hi ubica el Centre de Conservació de la Tortuga Mediterrània, a prop del monestir carmelita actual.